# National Provincial Championship
Il National Provincial Championship, denominato per motivi di sponsorizzazione come Bunnings NPC, in precedenza Air New Zealand Cup, ITM Cup e Mitre 10 Cup, è il campionato nazionale di rugby a 15 della Nuova Zelanda riservato alle rappresentative delle province rugbistiche in cui è suddivisa la Federazione ed è la massima competizione rugbistica che si svolga a livello interamente nazionale. A livello superiore si svolge infatti il Super Rugby, campionato professionistico che vede contrapposte franchise della Nuova Zelanda, dell'Australia, delle isole del Pacifico e in passato dell'Argentina, del  Giappone e del Sudafrica.

## La competizione
Il campionato delle province neozelandesi si svolge annualmente tra luglio e novembre, e chiude la stagione agonistica, mentre il Super Rugby si disputa all'inizio dell'anno (febbraio-maggio). Vi partecipano 14 delle 26 federazioni provinciali.
Il sistema di punteggio è quello utilizzato nell'emisfero Sud, ossia:
- 4 punti per la vittoria
- 2 punti per il pareggio
- 0 punti per la sconfitta
- 1 punto di bonus per chi segna 4 o più mete (che vinca o perda)
- 1 punto di bonus per una sconfitta con meno di 8 punti

Il formato della competizione è cambiato numerose volte.
Nel 2006 le squadre erano divise in 2 gironi da 7 squadre con partite di sola andata. Le prime tre di ogni girone andavano a sfidare le tre omologhe dell'altro girone, mentre le altre 8 erano divise in due gironi di ripescaggio di sola andata, dove le capoliste accedevano alla fase a eliminazione diretta, organizzata in quarti di finale, semifinali e finale.
Dal 2007 invece le squadre disputano una regular season con 10 partite (ossia non affrontano tutte le altre squadre), seguono i play off con quarti di finale, semifinali e finali, a gara unica sul campo della meglio classificata nel girone. Vista la concomitanza con il Tri Nations e la Coppa del Mondo le partite vengono disputate il giovedì sera con due posticipi teletrasmessi il venerdì sera. La competizione è composta da 3 turni (round).
Dal 2011 il campionato è diviso in un primo (Premiership) e secondo livello (Championship), nel quale ogni squadra affronta una volta tutte quelle della propria divisione e quattro dell'altra divisione, al termine le prime due (dall'anno dopo le prime quattro) di ogni divisione partecipa alla fase eliminatoria, mentre l'ultima classificata della Premiership retrocede.

## Storia
L'NPC fu disputato per la prima volta nel 1976, e malgrado la formula della prima divisione rimase più o meno la stessa sino al 2006, ci furono vari cambiamenti per quanto riguarda le divisioni inferiori.
Il National Provincial Championship (NPC), spesso semplicemente chiamato NPC, era una competizione annuale di rugby a 15 nel campionato domestico maschile della Nuova Zelanda. Giocato per la prima volta durante la stagione 1976, rappresentava il livello più alto della competizione in Nuova Zelanda fino al lancio del Super Rugby nel 1996. Era organizzato dalla New Zealand Rugby (NZR) e cessò dopo la stagione 2005.
Nel 2006 la lega fu ristrutturata in due competizioni distinte. Il National Provincial Championship avrebbe incluso giocatori professionisti e semiprofessionisti e sarebbe stato composto dalle quattordici squadre regionali più finanziariamente solide e migliori in campo. Per motivi di sponsorizzazione fu ribattezzato Air New Zealand Cup. Le squadre rimanenti avrebbero formato una competizione amatoriale indipendente nota come Heartland Championship.
Dal momento dell'introduzione della competizione nel 1976, vi hanno partecipato ventotto squadre. Auckland è stata l'unione più vincente con quindici titoli, mentre Bay of Plenty fu la squadra campione inaugurale. Altre sei squadre hanno vinto il titolo: Canterbury (5), Wellington (4), Otago (2), Counties Manukau  (1), Manawatu  (1) e Waikato  (1).

### 1976-1984
- Division One: 11 squadre (7 dall'Isola Nord e 4 dall'Isola Sud).
- Division Two: due gironi (Isola Nord e Isola Sud)
- Promozioni e retrocessioni: per ciascuna isola: spareggio tra la peggio classificata nella division One e la vincente del rispettivo girone della Division Two.

### 1984-1992
- La Division 2 a due gironi viene sostituita con una Division 2 a girone unico e una Division 3.
- La prima e l'ultima di ogni divisione vengono promosse o retrocesse ogni anno.

### 1992-1997
- Tre Division di 9 squadre ciascuna
- Introduzione dei play off con semifinali e finali in ogni divisione.

### 1998-2005
- Division 1 a 10 squadre
- Division 2 a 9 squadre
- Division 3 a 8 squadre
- Play off di promozione/retrocessione tra l'ultima di una divisione e la prima della divisione inferiore

Alla fine del 2005: Marlborough e Nelson Bays si sono fuse nella New Tasman Union.

## Albo d'oro

### 1976-2005
| Anno | Campione         | Vincitore 2nd Division | Vincitore 2nd Division | Vincitore 3rd Division |
| Anno | Campione         | Isola Nord             | Isola Sud              | Vincitore 3rd Division |
| ---- | ---------------- | ---------------------- | ---------------------- | ---------------------- |
| 1976 | Bay of Plenty    | Taranaki               | South Canterbury       |                        |
| 1977 | Canterbury       | North Auckland         | South Canterbury       |                        |
| 1978 | Wellington       | Bay of Plenty          | Marlborough            |                        |
| 1979 | Counties Manukau | Hawke's Bay            | Marlborough            |                        |
| 1980 | Manawatu         | Waikato                | Mid Rugby Canterbury   |                        |
| 1981 | Wellington       | Wairarapa Bush         | South Canterbury       |                        |
| 1982 | Auckland         | Taranaki               | Southland              |                        |
| 1983 | Canterbury       | Taranaki               | Mid Canterbury         |                        |
| 1984 | Auckland         | Taranaki               | Southland              |                        |
| 1985 | Auckland         | Taranaki               | Taranaki               | North Harbour          |
| 1986 | Wellington       | Waikato                | Waikato                | South Canterbury       |
| 1987 | Auckland         | North Harbour          | North Harbour          | Poverty Bay            |
| 1988 | Auckland         | Hawke's Bay            | Hawke's Bay            | Thames Valley          |
| 1989 | Auckland         | Southland              | Southland              | Wanganui               |
| 1990 | Auckland         | Hawke's Bay            | Hawke's Bay            | Thames Valley          |
| 1991 | Otago            | King Country           | King Country           | South Canterbury       |
| 1992 | Waikato          | Taranaki               | Taranaki               | Nelson Bays            |
| 1993 | Auckland         | Counties Manukau       | Counties Manukau       | Horowhenua             |
| 1994 | Auckland         | Southland              | Southland              | Mid Canterbury         |
| 1995 | Auckland         | Taranaki               | Taranaki               | Thames Valley          |
| 1996 | Auckland         | Southland              | Southland              | Wanganui               |
| 1997 | Canterbury       | Northland              | Northland              | Marlborough            |
| 1998 | Otago            | Central Vikings        | Central Vikings        | Mid Canterbury         |
| 1999 | Auckland         | Nelson Bays            | Nelson Bays            | East Coast             |
| 2000 | Wellington       | Bay of Plenty          | Bay of Plenty          | East Coast             |
| 2001 | Canterbury       | Hawke's Bay            | Hawke's Bay            | South Canterbury       |
| 2002 | Auckland         | Hawke's Bay            | Hawke's Bay            | North Otago            |
| 2003 | Auckland         | Hawke's Bay            | Hawke's Bay            | Wanganui               |
| 2004 | Canterbury       | Nelson Bays            | Nelson Bays            | Poverty Bay            |
| 2005 | Auckland         | Hawke's Bay            | Hawke's Bay            | Wairarapa Bush         |

### Dal 2006
| Anno                | Vincitore           | Finalista           | Risultato della finale |
| Air New Zealand Cup | Air New Zealand Cup | Air New Zealand Cup | Air New Zealand Cup    |
| ------------------- | ------------------- | ------------------- | ---------------------- |
| 2006                | Waikato             | Wellington          | 37–31                  |
| 2007                | Auckland            | Wellington          | 23–14                  |
| 2008                | Canterbury          | Wellington          | 7–6                    |
| 2009                | Canterbury          | Wellington          | 28–20                  |
| ITM Cup             |                     |                     |                        |
| 2010                | Canterbury          | Waikato             | 33–13                  |
| 2011                | Canterbury          | Waikato             | 12-3                   |
| 2012                | Canterbury          | Auckland            | 31–18                  |
| 2013                | Canterbury          | Wellington          | 29-13                  |
| 2014                | Taranaki            | Tasman              | 36-32                  |
| 2015                | Canterbury          | Auckland            | 25-23                  |
| Mitre 10 Cup        |                     |                     |                        |
| 2016                | Canterbury          | Tasman              | 43-27                  |
| 2017                | Canterbury          | Tasman              | 35-13                  |
| 2018                | Auckland            | Canterbury          | 40-33                  |
| 2019                | Tasman              | Wellington          | 31-14                  |
| 2020                | Tasman              | Auckland            | 13-12                  |
| Bunnings NPC        |                     |                     |                        |
| 2021                | Waikato             | Tasman              | 23–20                  |
| 2022                | Wellington          | Canterbury          | 26–18                  |
| 2023                | Taranaki            | Hawke's Bay         | 22–19                  |
| 2024                | -                   | -                   | –                      |

### Riassunto Albo d'oro
| Campione         | Totale titoli vinti | Format 1976-2005 | Format 2006-presente |
| Auckland         | 17                  | 15               | 2                    |
| Canterbury       | 14                  | 5                | 9                    |
| Wellington       | 5                   | 4                | 1                    |
| Waikato          | 3                   | 1                | 2                    |
| Otago            | 2                   | 2                |                      |
| Taranaki         | 2                   |                  | 2                    |
| Tasman           | 2                   |                  | 2                    |
| Bay of Plenty    | 1                   | 1                |                      |
| Counties Manukau | 1                   | 1                |                      |
| Manawatu         | 1                   | 1                |                      |

## Squadre
Di seguito l'elenco delle 14 squadre partecipanti, con l'indicazione dell'isola di appartenenza, la regione e la città.  
| #  | Squadra          | Isola | Regione                     | Città            | Franchise di riferimento |
| 1  | Northland        | Nord  | Northland                   | Whangārei        | Blues                    |
| 2  | Auckland         | Nord  | Auckland                    | Auckland         | Blues                    |
| 3  | North Harbour    | Nord  | Auckland                    | Auckland         | Blues                    |
| 4  | Counties Manukau | Nord  | Auckland                    | Pukekohe         | Chiefs                   |
| 5  | Waikato          | Nord  | Waikato                     | Hamilton         | Chiefs                   |
| 6  | Bay of Plenty    | Nord  | Bay of Plenty               | Tauranga         | Chiefs                   |
| 7  | Hawke's Bay      | Nord  | Hawke's Bay                 | Napier           | Hurricanes               |
| 8  | Taranaki         | Nord  | Taranaki                    | New Plymouth     | Hurricanes               |
| 9  | Manawatu         | Nord  | Manawatu-Wanganui           | Palmerston North | Hurricanes               |
| 10 | Wellington       | Nord  | Wellington                  | Wellington       | Hurricanes               |
| 11 | Tasman           | Sud   | Tasman, Nelson, Marlborough | Nelson           | Crusaders                |
| 12 | Canterbury       | Sud   | Canterbury                  | Christchurch     | Crusaders                |
| 13 | Otago            | Sud   | Otago                       | Dunedin          | Highlanders              |
| 14 | Southland        | Sud   | Southland                   | Invercargill     | Highlanders              |

Le 14 squadre che compongono la NPC (dal 2006) corrispondono quasi 1:1 con le regioni della Nuova Zelanda. Fanno eccezione:
- La regione di Auckland rappresentata da 3 squadre (Auckland, Counties Manukau, North Harbour)
- La squadra Tasman che rappresenta 3 regioni (Tasman, Nelson, Marlborough)
- Non sono rappresentate le 2 regioni di Gisborne e West Coast, che hanno delle squadre rappresentative nel Heartland Championship.

.